# Joseph Naumann
Joseph Fred Naumann (ur. 4 czerwca 1949 w Saint Louis) – amerykański duchowny katolicki, arcybiskup senior Kansas City w Kansas.

## Życiorys
W roku 1967 ukończył seminarium przygotowawcze w rodzinnym mieście, a następnie kontynuował edukację w Glennon College i Kenrick Seminary. 24 maja 1975 otrzymał święcenia kapłańskie z rąk kardynała Johna Carberry. Pracował następnie jako wikariusz w kilku parafiach, a od 1989 jako proboszcz w Normandy. W latach 1994–2003 wikariusz generalny archidiecezji St. Louis.
8 lipca 1997 otrzymał nominację na biskupa pomocniczego St. Louis ze stolicą tytularną Caput Cilla. Sakry udzielił mu przyszły kardynał Justin Francis Rigali. Od października 2003 był administratorem apostolskim archidiecezji w czasie sede vacante. 7 stycznia 2004 mianowany koadiutorem arcybiskupa Kansas City w Kansas. Rządy w archidiecezji objął 15 stycznia 2005, po rezygnacji poprzednika Jamesa Kelehera. W konferencji Biskupów Amerykańskich zasiada w komisji pro-life, a także ds. małżeństwa i życia rodzinnego.
8 kwietnia 2025 papież Franciszek przyjął jego rezygnację z pełnionego urzędu arcybiskupa i jako następcę mianował arcybiskupa Shawna McKnighta.